# ビル・S・バリンジャー
ビル・S・バリンジャー（Bill S. Ballinger, 1912年3月13日 - 1980年3月23日）はアメリカ合衆国の小説家、脚本家。主に推理作家として知られる。本名William Sanborn Ballinger。
主にビル・S・バリンジャー名義で執筆したが、時にはB・X・サンボーン、フレデリック・フレイヤーといったペンネームを使用して、およそ30冊の長編と25の短編小説を執筆した。彼のミステリーは米国で1000万部以上売れ、30カ国で再版され、13以上の言語に翻訳されている。

## 経歴
1912年3月13日にアイオワ州オスカルーサで生まれた。ウィスコンシン大学で教育を受け、1934年に学士号を取得し、1940年にフィリピンのノーザンカレッジで法学博士号を取得した。
大学を卒業後、職業や住居を転々としながら雑誌への投稿をするようになる。1940年代初頭は主にラジオと広告業界で働く。ラジオの台本作家として数多くの番組に参加しながらテレビ業界にも進出し、ダイナ・ショアが司会を務めた人気番組「ダイナ・ショア・ショー」や、ジャーナリストのローウェル・トーマスが司会を務める報道番組の製作に関わった。
1948年にシカゴの私立探偵バー・ブリードを主人公とするハードボイルド私立探偵小説"The Body in the Bed"（ベッドの中の死体）で作家デビュー。翌年には続編の"The Body Beautiful"（美しき死体）を出版した。
1950年に『煙で描いた肖像画（煙の中の肖像）』を発表。二人の人物の視点を交互に描くカット・バック手法でサスペンスを盛り上げ、クライマックスに二人の視点が交わる構成で話題を呼んだ。ヨーロッパでも長年に渡り高く評価され、1970年代にはスイスのÉditions de Crémille社が主催するLes Grands Maîtres du roman policier賞を受賞。1956年にはイギリスで、ケン・ヒューズ監督によって"Wicked as they Come"として映画化されたが、この映画化作品の評価は芳しくなかった。
1955年に発表された『歯と爪』は国際的ベストセラーとなり、バリンジャーの代表作とされている。前作『煙で描いた肖像画』に引き続き採用したカット・バック手法を、最も効果的に使用した傑作と評価されている。
その後、1957年に発表された『赤毛の男の妻』、1958年にエドガー賞長編賞にノミネートされた『消された時間』と、カット・バック手法によるサスペンス小説が彼にさらなる成功をもたらした。とりわけ代表作とされる『歯と爪』と『消された時間』では、結末部分に封をする袋綴じ形式による製本で出版。袋とじ部分の表面に「結末を読む気がしない読者は封を切らずに出版社に持参すれば代金を返却します」という、返金保証のシステムを導入して話題を呼んだ。
1960年代以降はシナリオライターとして活躍しながら、ハードボイルド探偵小説やスパイ・アクション小説を数多く発表。1950年代に高く評価された心理サスペンス的推理小説からは離れて行った。
1960年にはテレビシリーズ『ヒッチコック劇場』において、スタンリイ・エリンの短編小説に基づく「運命の日」 The Day of the Bulletの脚本を執筆。このドラマは1961年にエドガー賞のテレビシリーズ最優秀エピソード脚本賞にノミネートされたが、"Dow Hour of Great Mysteries"においてジョン・ディクスン・カーの『火刑法廷』を脚本化したロース夫妻に敗れた。
1964年には映画"The Strangler"の脚本を執筆する。ボストン絞殺魔事件が未解決の時期に事件からヒントを得て企画され、映画の公開後に犯人が逮捕された。そのため後年リチャード・フライシャー監督が事件を映画化した『絞殺魔』とは異なり、実際の事件の再現ではなくアルフレッド・ヒッチコック監督の『サイコ』からの影響を強く受けたグラン・ギニョール的スリラーとなっている。主人公の絞殺魔役は名優ヴィクター・ブオノが演じた。公開当時はキワモノ映画として扱われたが、今日では主演俳優ブオノの怪演や、脚本、演出が高く評価され、カルト映画としての扱いを受けている。
1965年に発表された法廷ミステリー小説"Not I, Said the Vixen"では久々にカット・バック手法によるサスペンスに回帰したが、50年代の代表作ほどの評価は得られなかった。
1960年代の代表作はネイティヴ・アメリカンのCIAエージェント、ホアキン・ホークスを主人公とするスパイ小説シリーズである。このシリーズのフランス語訳は大手ガリマール社の名門セリ・ノワール叢書に収録された。
1977年から1979年の間、カリフォルニア州ロサンゼルスのカリフォルニア州立大学ノースリッジ校で文学の准教授を務めた。
1980年3月23日、カリフォルニア州ターザナで死去。

## 評価・影響
1950年代がバリンジャーの作家としての絶頂期であった。この時期に発表した代表作『歯と爪』は、後述するようにローレンス・ブロックの初期作品に影響を与えた。フランスの作家にも影響を与え、フレッド・カサックの代表的な長編2作品において、章ごとに視点を切り替えるカット・バック的な手法や叙述を利用したどんでん返しが、バリンジャーからの影響を感じさせる。フランスの推理作家G=J・アルノーの初期の代表作においても、バリンジャーの『歯と爪』の設定を下敷きにしたようなサスペンス作品が存在する。
アメリカ本国では今日すでに忘れられた作家となっている。一方でヨーロッパ及び日本や韓国では、『煙で描いた肖像画』をはじめとする1950年代の長編サスペンス小説は古典的名作と評価されている。アメリカの作家ローレンス・ブロックが1964年に発表した"Lucky at Cards"を2007年に復刊した際、ブロックはあとがきで同作が『歯と爪』から影響を受けて書かれたことを示唆し、今日アメリカで忘れられた作家バリンジャーが再評価されることを望むと記している。
日本においては叙述トリックによるどんでん返しの巨匠と喧伝されることがしばしばあるが、バリンジャーの小説において意外性は必ずしも重要ではない。カット・バック手法や叙述によるどんでん返しは、意外性よりもサスペンスや悲哀を演出するための道具として採用されているとの評価が今日では主流となっている。作家の北村薫はバリンジャーに関して、「バリンジャーの作品の特徴は意外性にありません。緻密な構成によって『哀しみ』を描いているところにあるのです」と評価している。

## 作品リスト

### 長編小説
- 『煙で描いた肖像画（煙の中の肖像）』 Portrait in Smoke (1950)
- 『美しき罠』 Rafferty(The Beautiful Trap) (1953)
- 『歯と爪』 The Tooth and the Nail (1955)
- 『消された時間』 The Longest Second (1957)
- 『赤毛の男の妻』 The Wife of the Red-Haired Man (1957)
- 『歪められた男』 The Lopsided Man (1969)

### 脚本

#### テレビドラマ
- 『ヒッチコック劇場』 (1959-61)
- 『探偵マイク・ハマー』 (1959)
- 『私立探偵ローガン』 (1959)
- 『タイトロープ』 (1960)
- 『ボナンザ』 (1960)
- 『拳銃街道』 (1960)
- 『アウターリミッツ』 (1964)
- 『アイ・スパイ』 (1965)
- 『明日なき男』 (1967)
- 『鬼警部アイアンサイド』 (1968-72)
- 『探偵キャノン』 (1972-73)
- 『世にも不思議な出来事』 (1973)
- 『事件記者コルチャック』 (1974-75)

#### 映画
- "The Strangler" (1964)

監督：バート・トッパー　出演：ヴィクター・ブオノ、デヴィッド・マクリーン、ダイアン・セイヤー、デイヴィー・デイヴィソン
- 『虐殺部隊』 Operation C.I.A. (1965)

監督：クリスチャン・ネイビー  出演：バート・レイノルズ、ダニエル・オーブリー、ジョン・ホイト

### 映像化作品

#### 映画
- 『殺人者はバッヂをつけていた』 Pushover (1954)

監督：リチャード・クワイン　出演：フレッド・マクマレイ、キム・ノヴァク、フィリップ・キャリー、ドロシー・マローン、E・G・マーシャル
バリンジャーの『美しき罠』と、トマス・ウォルシュの小説『深夜の張り込み』を組み合わせて脚色した映画。
- "Wicked as They Come" (1956)

監督：ケン・ヒューズ　出演：アーレン・ダール、フィリップ・キャリー、ハーバート・マーシャル
小説『煙で描いた肖像画』の映画化。
- 『復讐のトリック』 석조저택 살인사건 (2017)

監督：チョン・シク、キム・フィ　出演：コ・ス、キム・ジュヒョク、パク・ソンウン、ムン・ソングン、イム・ファヨン
小説『歯と爪』の映画化。

#### テレビドラマ
- 火曜日の女シリーズ『九月は幻の海』 (1971)

監督：蔵原惟繕、神代辰巳　脚本：西澤裕子、神代辰巳、中沢龍太　音楽：佐藤允彦
出演：南田洋子、露口茂、河原崎長一郎、北村和夫、笠智衆
『赤毛の男の妻』のテレビドラマ化。